# Каменьск (остановочный пункт)
Каменьск (пол. Kamieńsk) — остановочный пункт в городе Каменьск в Лодзинском воеводстве Польши. Имеет 2 платформы и 2 пути.
Остановочный пункт на железнодорожной линии Варшава-Центральная — Катовице, построен в 1923 году под названием «Новы-Каминьск» (польск. Nowy Kamińsk). Нынешнее название пункт носит с 1958 года.